# 효지태자
효지태자(孝祗太子, 생몰년 미상)는 고려(高麗)의 태자(太子)이자 태조(太祖)와 천안부원부인(天安府院夫人)의 소생 성은 왕(王) 이름은 전해지지 않는다. 본관은 개성(開城)

## 가족 관계
- 조부 : 세조(世祖, ? ~897)
- 조모 : 위숙왕후(威肅王后)
  - 부왕 : 태조(太祖, 877~943 재위:918~943)
  - 어머니 : 천안부원부인(天安府院夫人)
    - 형 : 효성태자(孝成太子)